# Oreopsyche lucasi
Oreopsyche lucasi är en fjärilsart som beskrevs av Trautmann 1909. Oreopsyche lucasi ingår i släktet Oreopsyche och familjen säckspinnare. Inga underarter finns listade i Catalogue of Life.